# 柴田玲
柴田 玲（しばた れい、1971年11月17日 - ）は、DJ・ラジオパーソナリティ。東京都出身。

## 人物・経歴
さそり座、血液型はA型。趣味は読書、カメラ、ランニング、犬、ハワイ。
東洋英和女学院中学部・高等部、早稲田大学第一文学部卒業。学生時代はグランドホッケー部に所属。大学卒業後の1995年、TOKYO FMにアナウンサーとして入社。在任中の1998年には長野オリンピック、サッカー・FIFAワールドカップフランス大会、2000年にはシドニーオリンピックにてそれぞれ現地に赴きリポーターを務める。2006年9月末にTOKYO FMを退社。　退社後2年程度ハワイで仕事をしていたが、現在は日本に帰国し、フリーアナウンサーとして活動中。国内外のフルマラソンを走るなどランナー歴15年。女性向けのランニング大会「ランガール★ナイト」などを手掛ける女性ランナー企画集団RunGirl（一般社団法人ランガール）理事としても活動している。

## 主な出演番組
TOKYO FM時代
- 柴田玲のSUPREME（2002年4月〜2006年3月）
月曜〜金曜9:00〜11:00の生放送。最新の音楽と、街や人から集めたちょっぴりお得な情報で、心と体に優しい時間を過ごす2時間。
女性にうれしい グルメ、映画、ペット、コスメ、ハワイ情報などが満載。
番組ホームページのデザインには、女性誌などで活躍する吉岡ゆうこ（）のおしゃれなイラストを起用。
- GEO@チャンネル presents シネラバ
- Evening File
- 立花裕人のMORNING FREEWAY
- アフタヌーン・ブリーズ
- ザ・シンフォニ・ホール・フロム・ヨーロッパ
- コスモアースコンシャスアクト

TOKYO FM退社後
- ISLAND BREEZE from HAWAII (FM NORTH WAVE、2006年10月〜2008年5月)
- Saturday morning LOMI LOMI（K-MIX・静岡エフエム放送、2006年10月〜2008年3月）
- ジャパモン (TOKYO FM、2013年1月〜アシスタント)